# Legénd
Legénd es un pueblo ubicado en el condado de Nógrád, Hungría.

## Superficie
Posee una superficie de 18,41 kilómetros cuadrados.

## Demografía
Hasta 2021 la población era de 455 habitantes, con una densidad de población de 24,71 habitantes por kilómetro cuadrado.